# Újkenéz
Újkenéz là một thị trấn thuộc hạt Szabolcs-Szatmár-Bereg, Hungary. Thị trấn này có diện tích 9,69 km², dân số năm 2010 là 1037 người, mật độ 107 người/km².